# Önnestad
Önnestad är en tätort i Kristianstads kommun och kyrkby i Önnestads socken i Skåne, belägen cirka 13 kilometer nordväst om Kristianstad.

## Historia

### Muncipalsamhället
Önnestads var och är kyrkby i Önnestads socken och ingick efter kommunreformen 1862 i Önnestads landskommun, där Önnestads municipalsamhälle inrättades 18 september 1931 för orten. Municipalsamhället med orten uppgick med landskommunen 1952 i Araslövs landskommun. När denna sedan 1967 uppgick i Kristianstads stad så upplöstes municipalsamhället.

### Befolkningsutveckling
| Befolkningsutvecklingen i Önnestad 1960–2020 | Befolkningsutvecklingen i Önnestad 1960–2020 | Befolkningsutvecklingen i Önnestad 1960–2020 | Befolkningsutvecklingen i Önnestad 1960–2020 | Befolkningsutvecklingen i Önnestad 1960–2020 |
| -------------------------------------------- | -------------------------------------------- | -------------------------------------------- | -------------------------------------------- | -------------------------------------------- |
|                                              |                                              |                                              |                                              |                                              |
| År                                           |                                              |                                              | Folkmängd                                    | Areal (ha)                                   |
| 1960                                         | 1960                                         |                                              | 575                                          |                                              |
| 1965                                         | 1965                                         |                                              | 632                                          |                                              |
| 1970                                         | 1970                                         |                                              | 625                                          |                                              |
| 1975                                         | 1975                                         |                                              | 678                                          |                                              |
| 1980                                         | 1980                                         |                                              | 904                                          |                                              |
| 1990                                         | 1990                                         |                                              | 1 396                                        | 163                                          |
| 1995                                         | 1995                                         |                                              | 1 399                                        | 164                                          |
| 2000                                         | 2000                                         |                                              | 1 377                                        | 176                                          |
| 2005                                         | 2005                                         |                                              | 1 366                                        | 175                                          |
| 2010                                         | 2010                                         |                                              | 1 378                                        | 177                                          |
| 2015                                         | 2015                                         |                                              | 1 392                                        | 218                                          |
| 2020                                         | 2020                                         |                                              | 1 442                                        | 222                                          |
|                                              |                                              |                                              |                                              |                                              |

## Samhället
I Önnestad finns Önnestads kyrka, bibliotek, förskola, 0-9 skola, affär, bensinmack, byggmarknad m.m.  I Önnestad finns också landets äldsta folkhögskola, Önnestads folkhögskola samt en gymnasieskola med inriktning mot jordbruk och hästskötsel.

## Kommunikationer
Önnestad ligger utmed Skånebanan och har sedan december 2013 en järnvägsstation som trafikeras av Pågatågen.

## Näringsliv
Grannskapet präglas av jordbruksnäringen, men i samhället finns också verkstadsindustri som Smekab Citylife, DB Schenker, Swerock (bergtäkt och betongstation) och Skanska (bergtäkt och asfaltverk) och ett auktionsverk, Auktionshus Skåne-Blekinge

## Idrott
I samhället är fotbollsklubben Önnestads BI verksam, vilken spelar sina hemmamatcher på Önnevallen.

## Kultur
I samhället finns Önnestadsortens Hembygdsförening.